# Sana
SANA — японський Visual Kei співак, народився 18 червня. Сольний виконавець, а також учасник гурту Kαin. Творчий вплив на нього здійснили Luna Sea. У вільний час займається такими хобі як сучасний живопис та кікбоксинг. В останні роки співак також відомий в Україні під ім'ям SAИА ТАКІЗА.

## Біографія
У 1998 році він покинув своє рідне місто заради поїздки в Токіо, щоб почати свою музичну кар'єру. Свій перший музичний досвід SANA отримав у 2001 році у складі гурту «Lusid». У 2003 році вони розлучилися, і SANA приєднався до колективу «MASK» на червень 2003 року. Через рік після того вокаліст Джин і новий барабанщик Мінамі покинули групу і випустили 8-максі синглів, також найкращі пісні з альбому. 2006 року учасники гурту «MASK» вирішили завершити діяльність. Останній концерт відбувся 1 травня 2006 року.
Після цього SANA залишив «MASK», але не сидів на місці без діла. Він відразу ж підписав сольний контракт з «LOOP ASH» (з тією ж компанією, під якою перебував і гурт «MASK»), і за 3 місяці по тому, 31 серпня, був випущений його перший сольний мініальбом «Hitoribochi». Першим сольним проєктом SANA з 18 червня був із «Re: Birth» — шоу в «Harajuku Astro Hall». Потім він був у прямому ефірі 12 грудня у «Shibuya CLUB QUATTRO» з назвою «Dokusai». Так, почалася сольна кар'єра співака SANA.
Незабаром після цього він покинув «LOOP ASH» у 2007 році і підписав новий контракт з англійською компанією, тому що хотів, щоб його музика просувалася також і закордоном. Потім випустив спільну фотокнигу CD в червні 2009 року під назвою «Eclipse».
Заява у 2010 році (13 липня) на офіційній сторінці гурту «--Kαin--» (а також на блозі самого SANA) повідомила шанувальникам, що SANA буде формальним шостим членом готичної альтернативної Visual rock-групи --Kαin--. Два роки після цього, у 2012 році, SANA сформував дует «Seiyou meet Visual Kei» з вокалістом-актором Казукі Яо, разом вони виступили на «Roppongi», що транслювався «TV Asahi». Пізніше, після цього, вони поїхали на гавайський концерт в Гонолулу. Це було великою подією для SANA, тому що його мрія виконалася — він вперше виступив закордоном.
У березні 2013 року SANA відправився в Південну Америку, щоб бездоганно вивчити англійську мову, а також отримати нове натхнення для ритму гітари. Крім того, у 2013 році він подорожував із «Satsuki» (ексвокалістом RENTRER EN SOI) у його європейському турі в червні. У листопаді 2013 року SANA відправився у «Seiyou meet Visual Kei» — проєкт з сейю актором Хіроакі Такахасі на Гаваї, в Гонолулу.
У 2014 році розпочався його сольний Європейський тур «SUNESTETHIA EU TOUR», в рамках якого SANA відвідав і Україну. У квітні 2014 року, за маршрутом свого музичного туру «SUNESTETHIA EU TOUR», він відвідав низку українських міст — Донецьк, Одесу, Харків, Луганськ, Дніпро, Київ, не дивлячись на загальну нестабільну ситуацію в Україні. На своїй офіційній сторінці, після виступу в Луганську, SANA повідомив, що сподівається на те, що в Україні усе налагодиться, а також, що він буде молитися за мир в Україні.
У 2023-му році САНА повернувся в Україну із новим туром "Wish upon a Star hope future tour" рамках літнього фестивалю, частина прибутку з якого йде на благодійність.

## Дискографія (соло)
- «Silver» (сингл (limited, with SHOXX magazine, 2006 рік)
- «Hitoribochi» (мініальбом, 2006 рік)
- «Eclipse» (мініальбом, 2009 рік)
- «ism» (мініальбом, 2014 рік)
- «Three words for…» (мініальбом, 2015 рік)